# Словенский толар
Слове́нский то́лар (словен. Tolar) (код ISO 4217 — «SIT») — национальная валюта Словении, бывшая в употреблении с 8 октября 1991 года до 31 декабря 2006 года и заменившая собой югославский динар в связи с территориально-политическим раздроблением Югославии.
Название происходит от талера.
1 словенский толар равен 100 стотинам (stotin). Существовали монеты достоинством 10, 20, 50 стотинов и 1, 2, 5, 10, 20, 50 толаров; банкноты — 10, 20, 50, 100, 200, 500, 1000, 5000 и 10 000 толаров.

## Монеты
| Изображение                                                                              | Номинал     | Металл               | Диаметр, мм | Толщина, мм | Масса, г | Гурт                 | Годы выпуска                       |
| ---------------------------------------------------------------------------------------- | ----------- | -------------------- | ----------- | ----------- | -------- | -------------------- | ---------------------------------- |
|                                                                                          | 10 стотинов | 98 Al : 2 Mg         | 16          | 1,3         | 0,55     | гладкий              | 1992 1993 1994-2006                |
|                                                                                          | 20 стотинов | 98 Al : 2 Mg         | 18          | 1,3         | 0,7      | гладкий              | 1992 1993 1994-2006                |
|                                                                                          | 50 стотинов | 98 Al : 2 Mg         | 20          | 1,3         | 0,85     | гладкий              | 1992 1993 1994 1995 1997-2006      |
|                                                                                          | 1 толар     | 78 Cu : 20 Zn : 2 Ni | 22          | 1,7         | 4,5      | рубчатый             | 1992—2001 2002 2003 2004 2005 2006 |
|                                                                                          | 2 толара    | 78 Cu : 20 Zn : 2 Ni | 24          | 1,7         | 5,4      | рубчатый             | 1992—2001 2002 2003 2004 2005 2006 |
|                                                                                          | 5 толаров   | 78 Cu : 20 Zn : 2 Ni | 26          | 1,7         | 6,4      | рубчатый             | 1992-2000 2001-2006                |
|                                                                                          | 10 толаров  | 75 Cu : 25 Ni        | 22          | 2,0         | 5,75     | рубчатый             | 2000-2002 2003 2004-2006           |
|                                                                                          | 20 толаров  | 75 Cu : 25 Ni        | 24          | 2,0         | 6,85     | рубчатый             | 2003—2006                          |
|                                                                                          | 50 толаров  | 75 Cu : 25 Ni        | 26          | 2,0         | 8,00     | прерывисто- рубчатый | 2003—2006                          |
| Примечание: жирным выделены годы, когда данные монеты выходили только в составе наборов. |             |                      |             |             |          |                      |                                    |

## Банкноты
Первыми банкнотами были предварительные платежные билеты, выпущенные 8 октября 1991 года номиналом 1, 2, 5, 10, 50, 100, 200, 500, 1000 и 5000 толаров (банкноты номиналом 0,50 и 2000 толаров также были напечатаны, но так и не были выпущены; тысяча комплектов с совпадающими серийными номерами была продана по 5 000 толаров каждый, начиная с 6 мая 2002 г.).На лицевой стороне всех этих банкнот изображена Триглав, самая высокая гора в Словении, а на оборотной стороне — Княжеский камень, сотовый узор и Карниолская медоносная пчела.
В 1992 году Банк Словении представил следующие банкноты, на каждой из которых изображены известные словенцы. Банкноты были разработаны Мильенко Ликулом и соавторами, а портреты нарисованы Руди Шпанзелем. Они были напечатаны британской компанией De La Rue на бумаге, произведённой в Радече, Словения.
На банкнотах последнего выпуска (серия выходила начиная с 1992 года) были изображены следующие персоны
:
| Банкноты 1992 года | Банкноты 1992 года | Банкноты 1992 года | Банкноты 1992 года | Банкноты 1992 года | Банкноты 1992 года     | Банкноты 1992 года                                                        | Банкноты 1992 года | Банкноты 1992 года | Банкноты 1992 года |
| Изображение        | Номинал            | € эквивалент       | Размеры            | Основные цвета     | Описание               | Описание                                                                  | Дата               | Дата               |                    |
| Изображение        | Номинал            | € эквивалент       | Размеры            | Основные цвета     | Аверс                  | Реверс                                                                    | отпечатана         | выпущена           |                    |
| ------------------ | ------------------ | ------------------ | ------------------ | ------------------ | ---------------------- | ------------------------------------------------------------------------- | ------------------ | ------------------ | ------------------ |
|                    | 10 толаров         | €0.04              | 120*60 мм          | Зеленый            | Примож Трубар          | Урсулинская церковь Святой Троицы в Любляне Мотив из Нового Завета        | 15 января 1992     | 27 ноября 1992     |                    |
|                    | 20 толаров         | €0.08              | 126 × 63 мм        | Оранжевый          | Янез Вайкард Вальвазор | Ангелы из Слава герцогства Карниола от Вальвазора Сегменты карты Словении | 15 января 1992     | 28 декабря 1992    |                    |
|                    | 50 толаров         | €0.21              | 132 × 66 мм        | Фиолетовый         | Юрий Вега              | Солнечная система Словенская академия наук и искусств                     | 15 января 1992     | 19 марта 1993      |                    |
|                    | 100 толаров        | €0.42              | 138 × 69 мм        | Желтый             | Рихард Якопич          | Солнце от Якопича План бывшего павильона Якопича                          | 15 января 1992     | 30 сентября 1992   |                    |
|                    | 200 толаров        | €0.83              | 144 × 72 мм        | Коричневый         | Якоб Галлус            | Симфонический оркестр Словенской филармонии Hall Музыкальные нотации      | 15 января 1992     | 22 февраля 1993    |                    |
|                    | 500 толаров        | €2.09              | 150 × 75 мм        | Красный            | Йоже Плечник           | Национальная и университетская библиотека Словении                        | 15 января 1992     | 30 сентября 1992   |                    |
|                    | 1000 толаров       | €4.17              | 156 × 78 mm        | Цвет морской волны | Франце Прешерн         | Tекст от Здравица от Прешерн                                              | 15 января 1992     | 30 сентября 1992   |                    |
|                    | 5000 толаров       | €20.86             | 156 × 78 mm        | Коричневый         | Ивана Кобильца         | Национальная галерея Словении Фонтан Робба                                | 1 июня 1993        | 13 декабря 1993    |                    |
|                    | 10 000 толаров     | €41.73             | 156 × 78 mm        | Фиолетовый         | Иван Цанкар            | Хризантема Почерк Цанкара                                                 | 28 июня 1994       | 15 марта 1995      |                    |

Правительство Словении заменило толар на евро с 1 января 2007 года.